# エルダル・マフムドフ

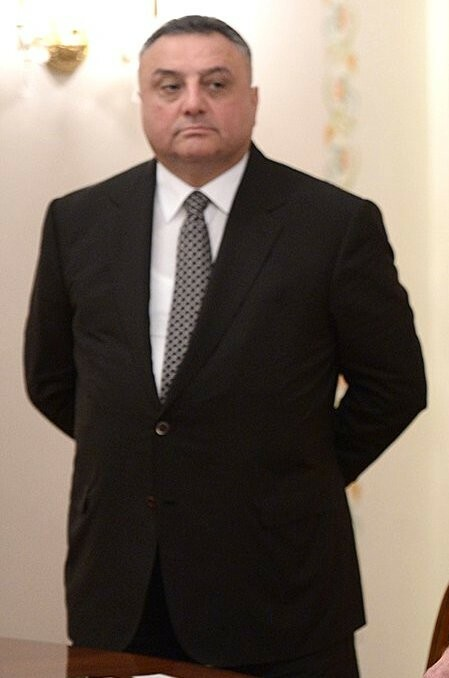
エルダル・マフムドフ

エルダル・マフムドフ（Eldar Mahmudov、1956年 - ）は、アゼルバイジャン共和国の政治家。内務省出身のシロヴィキ。中将。エルダ・マムードーフとも表記される。

## 人物
バクー市出身。1978年にD.ブンヤトザジェ名称人民経済大学財政・金融学部、1993年にバキン国立大学法学部を卒業。
1980年～2004年、内務省に勤務し、組織犯罪対策、刑事捜索部署で働いた。
1993年、アゼルバイジャン内務省麻薬対策局の課長に任命され、暫く後に同局長に昇任した。
1993年～2003年、経済犯罪対策局長兼経済分野捜査調整局長を務める。
2004年初めに麻薬対策総局長へ就任。テロ、汚職、人身売買、麻薬対策に関する各種国際会議においてアゼルバイジャンを代表し、国連の反汚職協定の立案にも参加した。
2004年7月23日、国家保安相に任命され、少将の階級を授与された。2005年3月、中将に昇進。
妻帯、3児を有する。